# Sectors de Bucarest

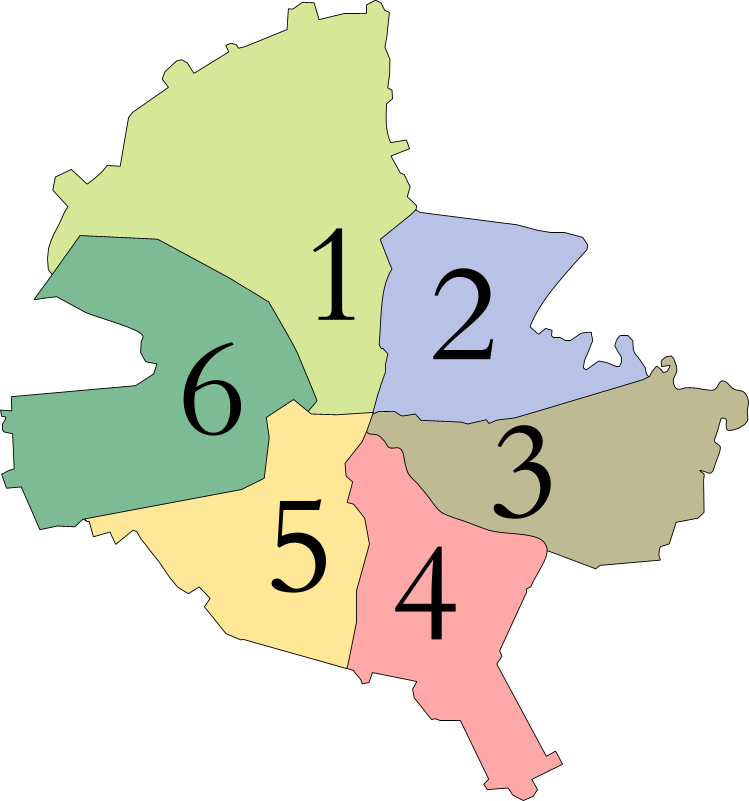
Els sis Sectors de Bucarest

El terme municipal de Bucarest (la capital de Romania) es divideix administrativament en sis sectors (en romanès sectoare), que tenen el seu propi alcalde i consell municipal, amb competències en els assumptes locals com els carrers secundaris dels sectors, els parcs, les escoles i els serveis de neteja. Cadascun dels districtes es divideix en barris (en romanès cartiere) que no tenen cap funció administrativa. La divisió administrativa de Bucarest en sectors és la següent:
- Sector 1: Băneasa, Pipera, Floreasca
- Sector 2: Pantelimon, Colentina, Iancului, Tei
- Sector 3: Vitan, Dudeşti, Titan, Centru Civic
- Sector 4: Berceni, Olteniţei, Văcăreşti
- Sector 5: Rahova, Ferentari, Cotroceni
- Sector 6: Giuleşti, Drumul Taberei, Militari, Crângaşi